# Paul Broquet
Pour les articles homonymes, voir Broquet (homonymie).
Paul Broquet, né à Valenciennes le 31 juillet 1854 et décédé à Paris le 6 décembre 1916, fut un homme politique belge francophone libéral.
Il fut avocat.
Il fut membre du parlement,, et conseiller provincial de la province de Hainaut.